# Elenchus fungorum (книга Бача)
Elenchus fungorum («Вказівник грибів») — книга з двома доповненнями, написана німецьким мікологом Августом Бачем (1761-1802).
Стандартне позначення назви книги при використанні в номенклатурних цитатах — Elench. fung.

## Загальна інформація
Повна назва — Elenchus fungorum. Accedunt icones lvii fungorum nonnullorum agri Jenensis, secundum naturam ab autore depictae; aeri incisae et vivis coloribus fucatae a J. S. Capieux.
Основна частина роботи була видана в липні-листопаді 1783 року в Галле. В нього входило 184 колонки (по дві колонки на сторінку) описів грибів та 12 гравюр, намальованих Бачем і розфарбованих і вигравіруваних Жаном Етьєном (Йоганном Штефаном) Капье. Бач присвятив свою роботу герцогу Саксен-Веймар-Ейзенахському Карлу Августу (1757-1828). На першому форзаці книги була цитата з Я. К. Шиффера.
В березні - грудні 1786 року було видано перше доповнення до «Вказівника», Continuatio prima. У нього увійшло ще 266 колонок і 18 гравюр.
В травні-грудні 1789 року було надруковано друге доповнення до Elenchus — Continuatio secunda. В нього входило всього 16 колонок описів та 12 гравюр.
Нази грибів, які використовувалися в Elenchus fungorum, не вважаються дійсними, якщо вони не були прийняті Е. М. Фрісом в його книзі Elenchus fungorum або Systema mycologicum. Відповідності назв Бача і Фріса приведені в словнику М. К. де Лапланша Dictionnaire iconographique des Champignons superieurs.